# Jake Jacob
Pas d'image ? Cliquez ici

b Matchs officiels uniquement.
Herbert Percy Jacob, né le 12 octobre 1902 à Elham (Angleterre) et mort le 8 juillet 1996 à Myaree (Australie), est un joueur de rugby à XV, qui a joué avec l'équipe d'Angleterre, évoluant au poste d'ailier. 

## Carrière
Il dispute son premier test match le 19 janvier 1924 à l'occasion d'un match contre l'équipe du pays de Galles et le dernier contre l'équipe de France le 22 février 1930. Jake Jacob remporte avec l'Angleterre le Tournoi 1924 et le Grand Chelem.

## Statistiques en équipe nationale
- 5 sélections avec l'équipe d'Angleterre
- 12 points (4 essais)
- sélections par année : 4 en 1924, 1 en 1930